# 土方雄興
土方 雄興（ひじかた かつおき）は、伊勢菰野藩の第10代藩主。
寛政11年（1799年）1月9日、第9代藩主・土方義苗の長男として江戸上屋敷で生まれる。文化13年（1816年）8月15日、将軍徳川家斉に拝謁する。天保6年（1835年）1月25日、父義苗の隠居により、家督を継いだ。天保7年12月16日、従五位下主殿頭に叙任する。藩政においては藩校・修文館の設立や学問の奨励、財政再建のための倹約令の強化などを行なった。また、雄興自身も和歌に優れた教養人であったという。
しかし天保9年（1838年）7月2日、父に先立って江戸で死去した。享年40。跡を長男の雄嘉が継いだ。
雄興は若年寄候補にまで推薦されたことがあるが、藩の財政事情から出費が増大することを恐れて、これを辞退したという。

## 系譜
父母
- 土方義苗（父）
- 田沼意致の娘 ー 田沼意知の養女（母）

正室
- 九鬼隆郷の娘

子女
- 土方雄嘉（長男）生母は正室
- 土方興文
- 伊東長裕正室
- 土方久己室